# Prosopocera paykullii
Prosopocera paykullii es una especie de escarabajo longicornio del género Prosopocera, tribu Prosopocerini, familia Cerambycidae. Fue descrita científicamente por Fåhraeus en 1872.
Se distribuye por Botsuana, República de Sudáfrica, Tanzania y Zimbabue. Mide 17,5-23 milímetros de longitud. El período de vuelo ocurre en los meses de enero, febrero, noviembre y diciembre.